# Estació comanxe
Estació comanxe (títol original en anglès: Comanche Station) és una pel·lícula de western estatunidenca de 1960 dirigida per Budd Boetticher. Es tracta de la darrera obra del cicle Ranown. Ha estat doblada al català.

## Argument

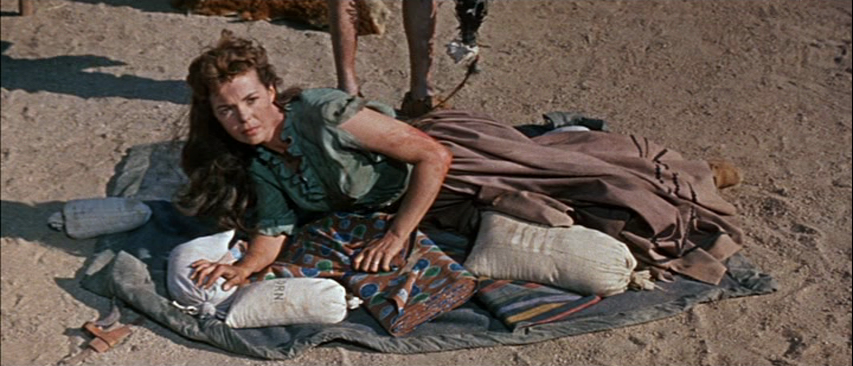
Nancy Lowe captiva dels indis

Jefferson Cody torna amb els indis per comprar-los una dona blanca que tenen captiva. Es diu Nancy Lowe. En el camí de tornada, se'ls ajunten Ben Lane i els seus dos guardaespatlles, Frank i Dobie. Fugien tots tres una banda d'indis que els empaitaven. Lane ensenya a Mrs. Lowe que el seu marit ha promès 5.000 dòlars a qualsevol que la porti a casa seva. Encara que Jeff afirmi no tenir coneixement d'aquesta recompensa, ella no es creu una paraula i perd la gratitud que tenia per al seu salvador. Lane considera desfer-se de Jeff per embutxacar-se la prima. A més, diu a Frank i a Dobie que per evitar el testimoniatge de Mrs. Lowe, pensa aprofitar el fet que la recompensa és vàlida ja sigui morta o viva. El jove Dobie no és còmode amb la idea de matar una dona i dubta del que vol fer. Comunica a Mrs. Lowe que Jefferson Cody és un home que busca desesperadament la seva dona capturada pels indis des de fa 10 anys. Va arreu on entén que una blanca és en venda.

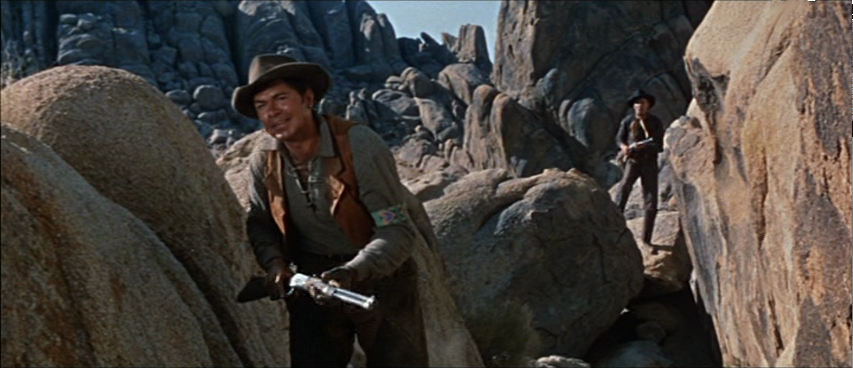
Duel entre Cody i Lane

Els cinc protagonistes al principi han de continuar estant units per fer front a les hostilitats índies. Es deixen tanmateix sorprendre per un grup de guerrers i Frank ho paga amb la seva vida. Per tal de posar fi als projectes del bandit, Jeff aprofita la nit i agafa Ben i Dobie per sorpresa i després els obliga a marxar. Mentre s'allunyen de Mrs. Lowe i del botí associat, Dobie se sent alleujat per haver perdut la partida. És alliberat del pes de l'homicidi que no volia cometre. Però Ben no ho sent així i decideix parar una trampa a Jeff. Dobie intenta deixar el seu cap, però aquest l'abat fredament per l'esquena. Alertats pel tret de fusell, Jeff i Mrs Lowe eviten la trampa i maten Ben Lane. Finalment, Jeff porta Mrs. Lowe a casa seva i s'assabenta de per què no ha marxat el seu marit a la recerca de la seva dona: és cec.

## Repartiment
- Randolph Scott: Jefferson Cody
- Nancy Gates: Nancy Lowe
- Claude Akins: Ben Lane
- Skip Homeier: Frank
- Richard Rust: Dobie
- Rand Brooks: l'home de la parada
- Dyke Johnson: John Lowe
- Foster Hood: el Comanxe amb llança
- Joe Molina: el cap Comanxe
- Vince St. Cyr: un guerrer
- John Patrick Holland: un noi

## Llocs de rodatge
La pel·lícula es va rodar a Alabama Hills.